# Michael Höhenberger

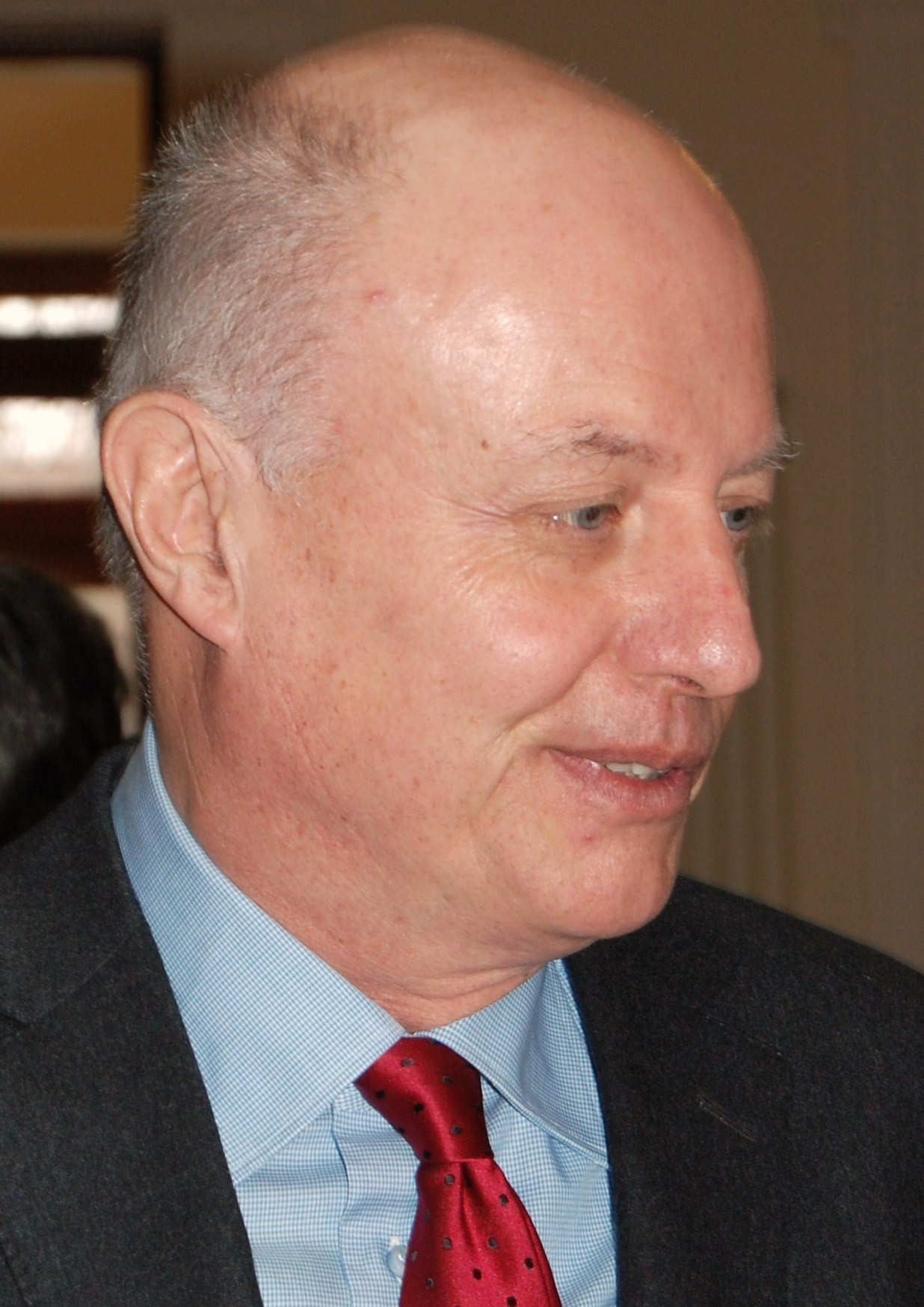
Michael Höhenberger (2012)

Michael Höhenberger (* 1. März 1954 in Dinkelsbühl; † 15. November 2023) war Ministerialdirektor a. D. und von 2013 bis 2019 Amtschef im bayerischen Staatsministerium für Familie, Arbeit und Soziales. Zuvor war er von 2010 bis 2013 Ministerialdirektor im bayerischen Staatsministerium für Umwelt und Gesundheit und zuständig für den Bereich Gesundheit. Er war als Ministerialdirigent Büroleiter von Edmund Stoiber in der Bayerischen Staatskanzlei und von 2006 bis Anfang 2010 Leiter der Abteilung „Politische Planung, Öffentlichkeitsarbeit und Bürgeranliegen“.

## Leben und politische Karriere
Er war der Sohn von Friedrich Höhenberger, dem ehemaligen Bürgermeister von Dinkelsbühl. Seine politische Karriere begann der Jurist in der Jungen Union Dinkelsbühl. Er war deren langjähriger Ortsvorsitzender und Vorstandsmitglied des CSU-Kreisverbandes Ansbach-Land. Von 1981 bis 1986 war er Kreisvorsitzender der Jungen Union im Landkreis Ansbach und von 1984 bis 1990 Mitglied im Kreistag.
Seit 1978 war Michael Höhenberger im Umfeld von Edmund Stoiber tätig, zunächst als Redenschreiber und dann als Leiter des Planungsstabes in der Staatskanzlei. In den Jahren 1977/78 war Höhenberger zudem Initiator einer
Berufsfachschule für Musik in seiner Heimatstadt Dinkelsbühl. Höhenberger erarbeitete 1991 eine Strategie zur Ausdehnung der CSU in die neuen Bundesländer. Als die Pläne bekannt wurden, setzte der bayerische Landtag einen Untersuchungsausschuss ein, der den Fall untersuchen sollte. Höhenberger übernahm die Verantwortung für den Vorgang und versicherte, diese Arbeit nicht als Mitarbeiter Stoibers, sondern während seiner Freizeit erledigt zu haben. Er habe Stoiber über seine Tätigkeit nicht informiert.
Als Mitarbeiter im Planungsstab der Bayerischen Staatskanzlei war Höhenberger im Jahr 1995 Mitinitiator des „Umweltpakts Bayern“, einer damals einzigartigen Vereinbarung zwischen Staat und Wirtschaft für mehr Umweltschutz.
Im April 2001 wurde Höhenberger Landesgeschäftsführer der CSU, um als Vertrauter Stoibers neben dem Generalsekretär Thomas Goppel zu wirken. Höhenberger war in dieser Funktion Wahlkampfleiter bei der bayerischen Landtagswahl, wechselte jedoch 2004 in die bayerische Staatskanzlei. Dort wurde er Büroleiter Edmund Stoibers. Höhenberger war daneben Projektleiter des Großkonzerts des Freistaats Bayern anlässlich der Fifa-Fußballweltmeisterschaft „3 Orchester und Stars“ am 6. Juni 2006 im Münchner Olympiastadion.
Am 22. Dezember 2006 trat Höhenberger von seinem Amt als Büroleiter zurück, weil ihm vorgeworfen worden war, die Fürther Landrätin Gabriele Pauli bespitzelt zu haben, was er aber bestritt. Er wurde daraufhin von Stoiber versetzt.
Im Januar 2007 beantragte Höhenberger zur Klärung der Vorwürfe von Gabriele Pauli ein Disziplinarverfahren gegen sich selbst, das ihn voll rehabilitiert hat. Er wurde vom Spitzelvorwurf freigesprochen und leitete dann die Abteilung „Politische Planung, Öffentlichkeitsarbeit und Bürgeranliegen“ in der Bayerischen Staatskanzlei.
Von 2010 bis 2013 leitete Höhenberger als Ministerialdirektor den Bereich Gesundheit im Staatsministerium für Umwelt und Gesundheit. Ein Schwerpunkt hierbei war die Weiterentwicklung eines professionellen Hygienemanagements für medizinische Einrichtungen.
2011 trat die Verordnung zur Hygiene und Infektionsprävention in medizinischen Einrichtungen (Bayerische Medizinhygieneverordnung – MedHygV) in Kraft. Zusätzlich wurde eine Spezialeinheit Infektionshygiene gegründet, die Vorgaben zur Krankenhaushygiene überwacht.
Von 2013 bis 2019 war er Amtschef im Bayerischen Staatsministerium für Familie, Arbeit und Soziales.
Höhenberger war Mitglied der Jury für den Bayerischen Printmedienpreis. Am 1. Juli 2006 hat ihm der Gehörlosenverband München und Umland e. V. zusammen mit weiteren Preisträgern den „AWARD ‚Wegbereiter‘“ verliehen.

## Auszeichnungen
- 2024: Bayerischen Verdienstorden (postum)[7]